# Regimiento de Granaderos a Caballo
El Regimiento de Granaderos a Caballo «General San Martín» (RGC) es una unidad de caballería del Ejército Argentino a cargo del ceremonial, fanfarria y custodia presidencial. Fue fundado en 1812 por el coronel San Martín durante la Guerra de la Independencia Argentina llegando a pelear en Chile, Perú y Ecuador ganando reconocimiento como cuerpo fundado por el libertador. Luego de ser disuelto en 1828, fue recreado en 1903 por el presidente Roca con el uniforme original y la denominación "general San Martín". En 1909 fue designado escolta presidencial.
Es uno de los regimientos históricos del Ejército junto al RI 1 «Patricios» y el RA 1 «Brig. Gral. Tomás de Iriarte», que dependen del Comando de la Guarnición Militar Buenos Aires «Cnl. Dr. Roque Sáenz Peña». Su emplazamiento desde su creación en 1903 es el cuartel del barrio de Palermo, Buenos Aires, cambiando su asiento original que estaba en Retiro.

## Antecedentes
Al arribar a Buenos Aires, el 9 de marzo de 1812, el entonces teniente coronel de caballería José de San Martín comprobó el difícil estado en que se encontraba la organización militar de las Provincias Unidas del Río de la Plata, alzadas en armas contra el ejército realista como consecuencia de la Revolución de Mayo que había estallado en Buenos Aires, en 1810. 
San Martín ofreció sus servicios como militar al Primer Triunvirato, que era el gobierno superior provisional del país. 
Ante esta problemática y frente al ofrecimiento, el 16 de marzo, el Primer Triunvirato otorgó a San Martín el grado de teniente coronel de Caballería y lo nombró conjuntamente comandante del Escuadrón de Granaderos que había de organizarse, previendo la necesidad de conformar un cuerpo de caballería idóneo y cualificado, compuesto por voluntarios rigurosamente seleccionados, cumpliendo parámetros de conducta y personalidad muy elevados.

El Gobierno Superior Provisional, etc.—

Atendiendo a los méritos y servicios de Don José de San Martín, y a sus relevantes conocimientos militares, ha venido en conferirle el empleo efectivo de Teniente Coronel de caballería, con el sueldo de tal, desde esta fecha, y Comandante del Escuadrón de Granaderos a caballo que ha de organizarse, concediéndole las gracias, exenciones y prerrogativas que por este título le corresponden, etc. etc.—

Dado en Buenos Aires a 16 de marzo de 1812 —Feliciano Antonio Chiclana— Manuel De Sarratea—  Bernardino Rivadavia— Nicolás De Herrera, Secretario.

El diseño original de su uniforme en la organización primitiva se basaba en el uniforme militar sueco.
El objetivo que perseguía San Martín con la creación de este nuevo cuerpo de Caballería era el de dotar a las precarias milicias revolucionarias del Río de la Plata con una mayor cantidad de efectivos para poder contener los embates del ejército realista. También, aumentar su formación militar y su eficacia, siguiendo los preceptos que había aprendido durante su carrera militar en España. 
Desde sus inicios, se estipuló que el regimiento debía estar conformado por cuatro escuadrones de tres compañías cada uno; y fue así que bajo la estricta tutela de su jefe y fundador al realizar la selección de sus integrantes, en el mes de mayo de 1812, quedó conformado el primero de sus escuadrones y sus tres compañías respectivas.

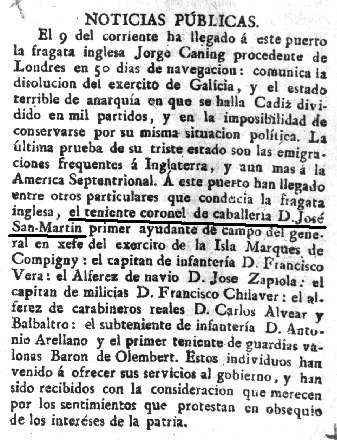
Noticia sobre el arribo de San Martín a Buenos Aires

## Organización y reclutamiento

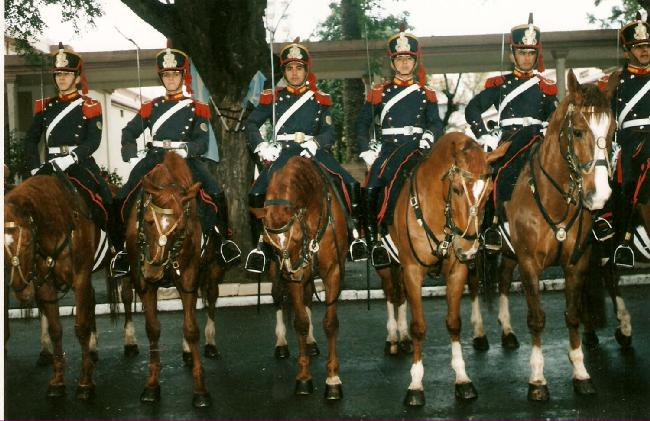
Granaderos en formación montada en la Ceremonia del 154ºAniversario del fallecimiento del General José de San Martín el 17 de agosto de 2004

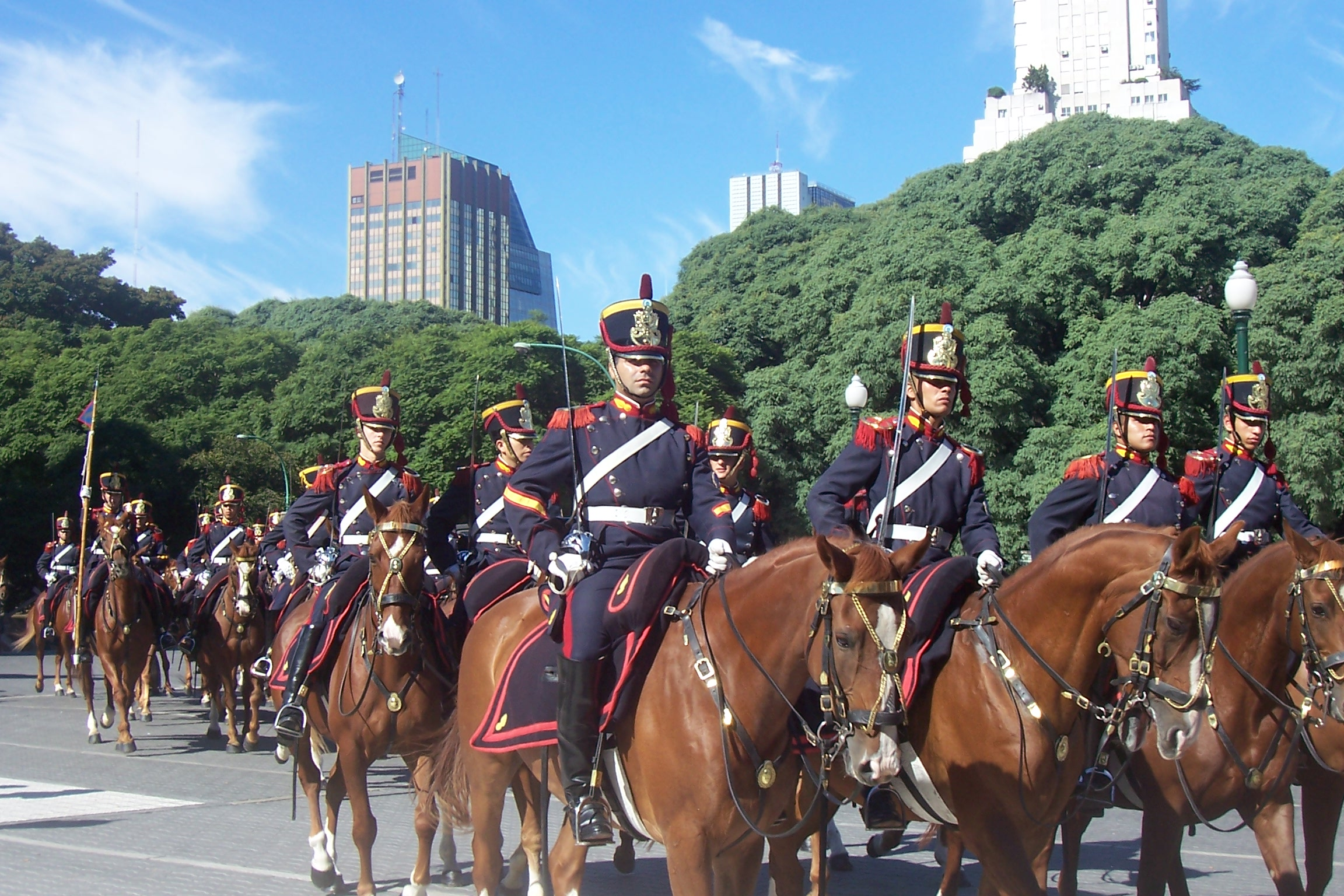
Granaderos a caballo en un acto público en la ciudad de Buenos Aires.

El nuevo regimiento buscaba funcionar como ejemplo de profesionalismo y perfeccionamiento para el resto de las fuerzas. Tal aspiración se correspondería con la visión que San Martín tenía sobre el futuro mediato de las fuerzas militares modernas: confiaba en una rigurosa disciplina, evocada no solamente en las maniobras y el entrenamiento, sino también en la esfera social del militar, que debía funcionar como figura ejemplarizadora no únicamente para sus camaradas de armas, sino también para el resto de la sociedad. Así, quedarían delineados desde el nacimiento del Ejército Argentino los valores y fundamentos primarios que San Martín esperaba que se convirtieran en los basamentos del accionar del Ejército Argentino: la estricta disciplina y la conducta ejemplar.
San Martín dispuso el reclutamiento de los hombres más aptos y estipuló un estricto código de disciplina, que hasta el día de la fecha, bajo la denominación de Código de honor sanmartiniano, rige el accionar diario de los Granaderos a Caballo. Su valor personal, las prácticas de ataque y defensa que él mismo enseñaba y sus grandes condiciones de mando, le granjearon rápidamente la simpatía y el respeto de sus subordinados, quienes sentían verdadera admiración por su jefe.

## Uniforme
La organización primitiva de este cuerpo modelo que llegó a componerse de cuatro escuadrones era el siguiente: 
Jefes y oficiales. Sombrero Falucho, y en cuartel, gorra azul chata ó de pastel sin visera y de galón ancho, Casaca larga de paño azul, peto acolchado, vivada con nueve botones dorados, y dos granadas de oro en el extremo de cada faldón, corbatín calzón de punto o de brin blanco bien ajustado, bota granadera con espolín, catalejo militar, y cartera pendiente al costado de una especie de bandolera donde guardaban los avíos para levantar croquis del terreno у un diario prolijo de la marcha, obligados a llevar. Espada sable de 36 pulgadas, guante de ante con manoplas, capote de paño. Silla húngara con pistoleras cubierta hasta el arzón con un chabrac de paño azul con franja de oro con granadas de lo mismo en sus dos ángulos los que remataban en una borla balija a la grupa. 
Tropa. Gorra azul de pastel sin visera, o casco sencillo carrillera de metal escamado, granada al frente y un pompón verde, cambiado poco después por el penacho punzó alto. Casaca larga azul, vivos encarnados, con palas de bronce escamado y cuatro granadas amarillas en el extremo de los faldones, botón dorado con el sol y el lema: "viva la patria" y en el extremo del reverso «granaderos a caballo», calzón azul de paño, bota granadera con espuela de fierro; capote. Su arnés consistía en el sable corvo adelgazado a "molejón", carabina de chispa, y lanza. No permitiéndole caballo de diestro, el de montar era generalmente tordo, crinado, de cola al corvejón, herrado y mantenido á pienso; formando su arreo al recado del país, cubierto con un caparazón de paño azul, adornado de fajas, y dos granadas con borlas punzó en las puntas; valija de cuero. En la lista contestaba el granadero por su nombre de guerra. Ningún oficial podía tutearlo ni ocuparlo en servicio alguno que no fuera estrictamente militar. Una mancha, raspón en el uniforme, un botón menos ó mal abrochado costaba un día de policía. Acostumbraban el pelo corto y la mirada más arriba del horizonte.

## Código de Honor
De la misma forma en la que San Martín reclamó de los granaderos el acatamiento de una conducta ejemplar frente a la sociedad y el ejército, hizo caso irrestricto de tales disposiciones sosteniendo como forma de vida la política de «predicar con el ejemplo».

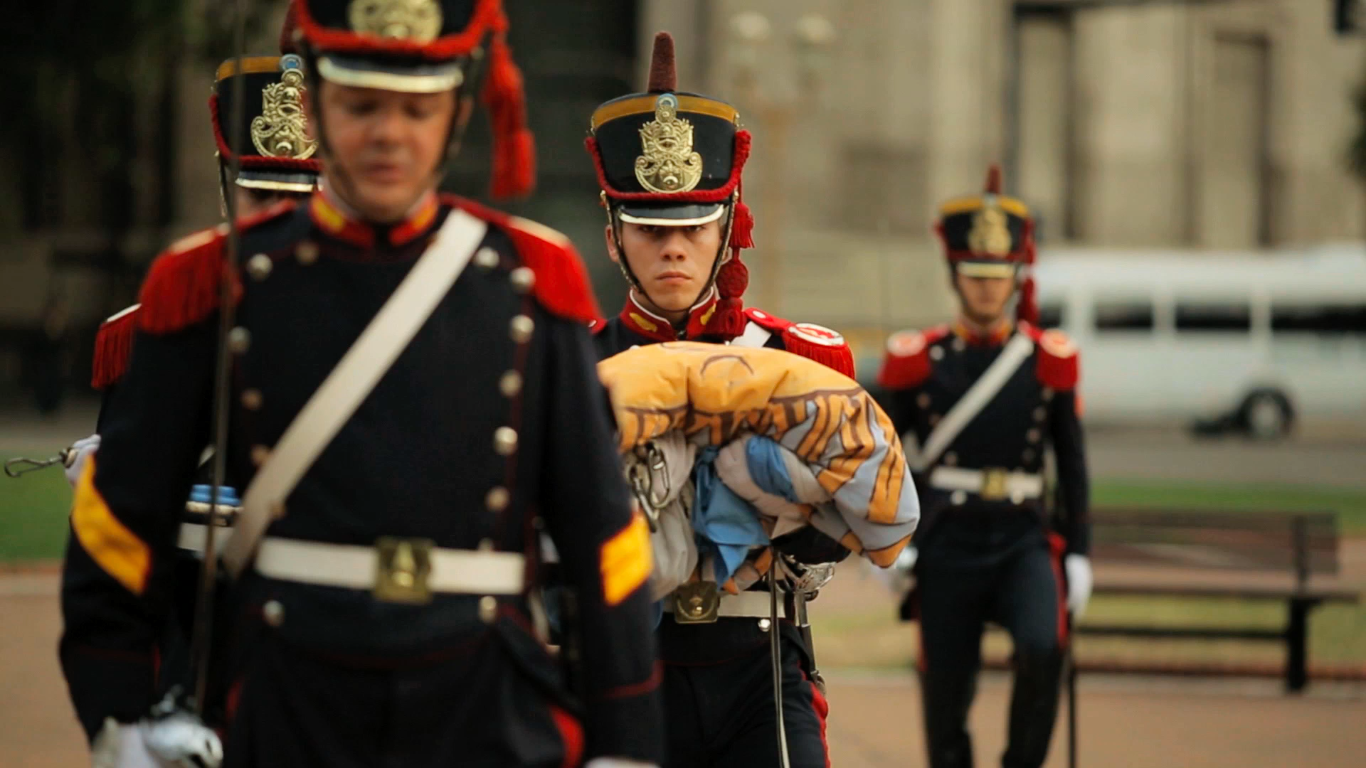
Granaderos en posición de firmes

La férrea disciplina, el culto al valor y al honor, la exigencia y rigurosidad en la instrucción física y militar quedaron entonces patentes en las siguientes disposiciones, establecidas en aquel entonces como la lista de «Delitos por los cuales deben ser arrojados los oficiales», a fin de establecer una norma de conducta para los oficiales del regimiento que sentara el ejemplo para el resto de la tropa. Esta dicta:
1. Por cobardía en acción de guerra, en la que aún agachar la cabeza será reputado tal.
2. Por no admitir un desafío, sea justo o injusto.
3. Por no exigir satisfacción cuando se halle insultado.
4. Por no defender a todo trance el honor del cuerpo cuando lo ultrajen a su presencia o sepa ha sido ultrajado en otra parte.
5. Por trampas infames como de artesanos.
6. Por falta de integridad en el manejo de intereses, como no pagar a la tropa el dinero que se haya suministrado para ella.
7. Por hablar mal de otro compañero con personas u oficiales de otros cuerpos.
8. Por publicar las disposiciones internas de la oficialidad en sus juntas secretas.
9. Por familiarizarse en grado vergonzoso con los sargentos, cabos y soldados.
10. Por poner la mano a cualquier mujer aunque haya sido insultado por ella.
11. Por no socorrer en acción de guerra a un compañero suyo que se halle en peligro, pudiendo.
12. Por presentarse en público con mujeres conocidamente prostituidas.
13. Por concurrir a casas de juego que no sean pertenecientes a la clase de oficiales, es decir, jugar con personas bajas e indecentes.
14. Por hacer un uso inmoderado de la bebida en términos de hacerse notable con perjuicio del honor del cuerpo.

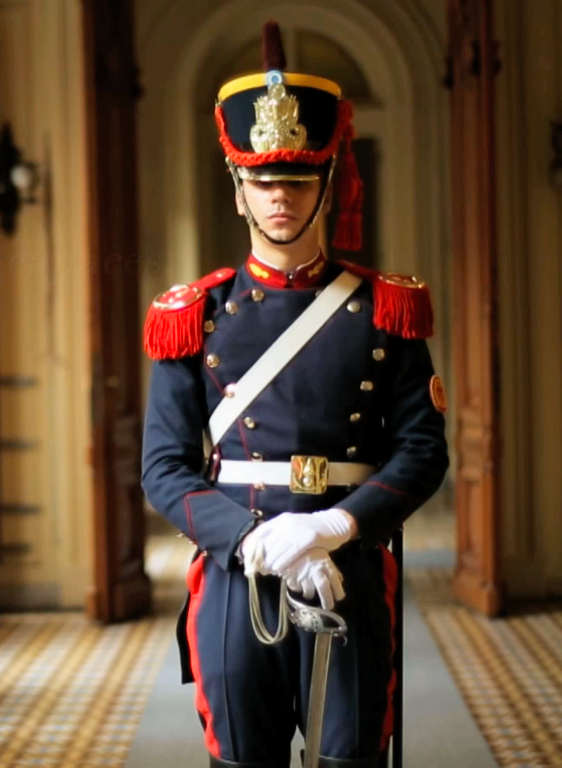
Granadero en la Casa Rosada

Tiempo después, y en virtud de los valores que inculcara en el Regimiento de Granaderos a Caballo, dijo San Martín:

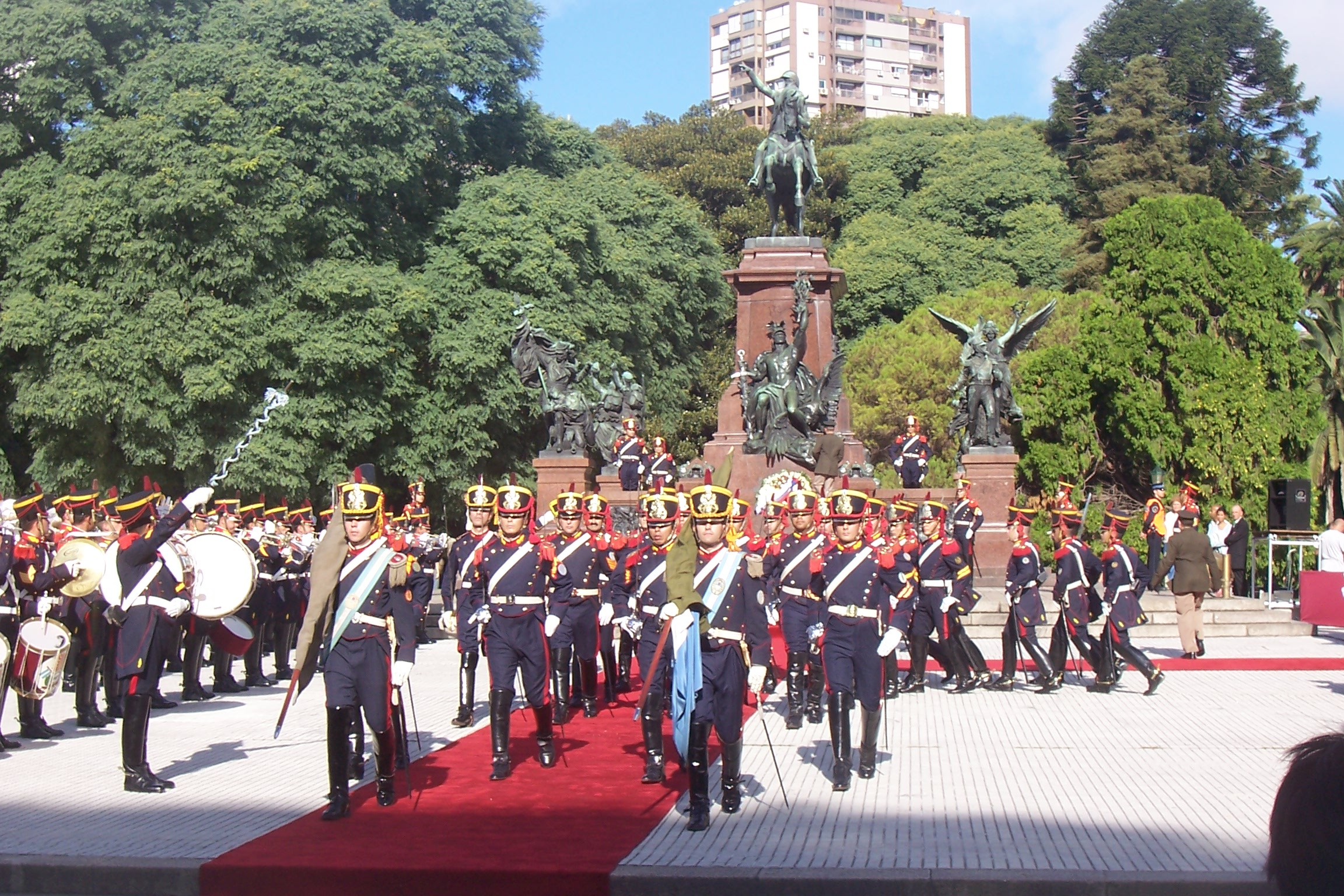
Los Granaderos a Caballo junto a la estatua de José de San Martín

De lo que mis Granaderos son capaces,
solo lo sé yo.
Quien los iguale habrá;
quien los exceda, no.

## Creación del segundo escuadrón
El rigor en la preparación y capacitación de los efectivos exigidos por San Martín retrasó a la larga la conformación definitiva del Regimiento de Granaderos. No obstante, pese a las complicaciones y al apremiante transcurso del tiempo revolucionario, el 11 de septiembre de 1812 el Primer triunvirato decretó la creación del segundo escuadrón y el 5 de diciembre se dispuso la creación del tercero.

Por decreto de este día ha resuelto este gobierno la creación de un segundo escuadrón de Granaderos a caballo, a solo el mando del teniente coronel comandante don José San Martín, y lo aviso a Vds. para su inteligencia y efectos consiguientes, tomándose razón de esta orden en el Tribunal de Cuentas con anotación en la Comisaría general de guerra. Dios guarde á Vds. Buenos Aires, septiembre 11 de 1812. Nicolás De Herrera A los Ministros Generales de Hacienda.

Ya para este momento, las autoridades nacionales hacen referencia a San Martín con el título de comandante de Granaderos a Caballo.

## Revolución del 8 de octubre de 1812
Los Granaderos a caballo -bajo la comandancia del teniente coronel San Martín- fueron los escuadrones militares que junto a los batallones de los cívicos -dirigidos por Francisco Ortiz de Ocampo- se plegaron, en las primeras horas del 8 de octubre de 1812, a la Logia Lautaro, y provocaron el derrocamiento del Primer Triunvirato exigiendo un Cabildo Abierto y un cambio de gobierno afín a las ideas de la Logia y de la Sociedad Patriótica. El triunfo de los confabulados dio como resultado la elección del Segundo Triunvirato, que quedó compuesto por Juan José Paso, Nicolás Rodríguez Peña y Antonio Álvarez Jonte.
Así, los Granaderos a caballo tuvieron la particularidad de haber tomado intervención en un golpe de Estado que depuso a las autoridades patrias constituidas, antes que haber peleado en un hecho de armas enfrentando a los realistas, que eran los enemigos externos.

## Creación del tercer escuadrón
El recientemente creado Segundo Triunvirato ascendió a José de San Martín al grado de coronel el 7 de diciembre de 1812 y creó el Regimiento de Granaderos a Caballo sobre la base de los tres escuadrones.

En esta fecha se ha librado despacho de Coronel del Regimiento de Granaderos a caballo al comandante de este cuerpo don José de San Martín, a quien prevendrá V. S. forme y pase las respectivas de Comandante de escuadrones. Dios guarde a V. S. Buenos Aires, 7 de diciembre de 1812. Tomas Guido. Secretario interino. Al Jefe del Estado Mayor General.

El 3.º Escuadrón se organizó en diciembre de 1812, expidiéndose el 15 de diciembre los despachos de teniente coronel a Carlos de Alvear y de sargento mayor a José Zapiola. Ante el traslado de Alvear a otra unidad, el 18 de enero de 1813 fueron ascendidos: a teniente coronel Zapiola, y a sargento mayor el capitán de artillería Juan Ramón Rojas.
También en 1812 fue trasladado el regimiento desde los precarios establecimientos del «Cuartel de la Ranchería» hasta los terrenos del «Cuartel de Retiro» —en aquel momento ocupado por el Regimiento de Dragones de la Patria—, más aptos para las labores de instrucción militar y entrenamiento.
El 4 de diciembre de 1812, el capitán Francisco Luzuriaga recibió el despacho de sargento mayor del regimiento, debido a que Rojas había sido nombrado comandante del 3.º Escuadrón. El 7 de junio de 1815, José Melián recibió los despachos de comandante del 4.º Escuadrón, que se organizó.

## Accionar militar

### Bautismo de fuego

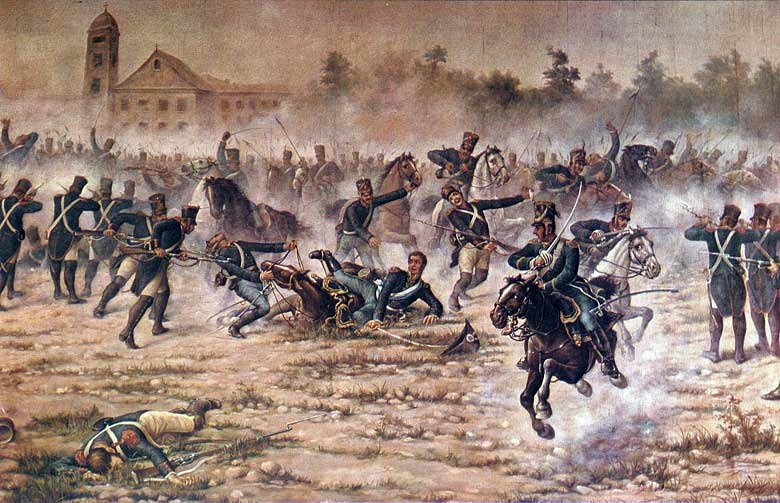
Escena del combate de San Lorenzo

En la noche del 3 de febrero de 1813, tras días de marcha forzada, San Martín y los granaderos arribaron al convento de San Carlos, cuyo guardián era el fraile Pedro García, en San Lorenzo, provincia de Santa Fe. La incursión se enmarcaba en la misión asignada por el Gobierno de Buenos Aires al coronel del recientemente formado regimiento, en la que se le ordenaba destacar una sección de su unidad para proteger las costas del Río Paraná desde Zárate hasta Santa Fe, en prevención de posibles incursiones enemigas. En tal situación, y por la sumatoria de la más intrincada cadena de circunstancias casuales, San Martín tomó conocimiento del futuro desembarco realista en las cercanías del convento y decidió aprestarse a su encuentro para impedir el ede víveres de la flota española en tierra a fin de retrasar o evitar futuros avances en tierra.
El plan de San Martín era aguardar el arribo enemigo con sus 120 granaderos al amparo de los muros del convento. Frente a este se extiende una alta planicie, muy propicia para las maniobras de caballería; más allá, el borde de un barranco acantilado, y luego unos 300 m de playa hasta la orilla. El objetivo era evitar que los españoles sospecharan su presencia, lograr que se acercaran hasta el terreno mencionado y, una vez allí, lanzar el ataque sin darles tiempo de organizar la defensa.
A tal fin, San Martín estudió las posiciones y disponibilidad de recursos del enemigo y dispuso la división de su contingente en dos escuadrones: el 1.º, al mando del capitán Justo Bermúdez, con órdenes de flanquear y cortar la retirada a los invasores; y el 2.º, a su propio mando. El comandante arengó a sus hombres, que se hallaban a punto de combatir por primera vez, y explicó a Bermúdez que le daría las órdenes posteriores una vez en combate, otorgando a ambos escuadrones sus posiciones a izquierda y derecha del convento, a la espera de la orden de ataque.
A la señal del clarín, ambos escuadrones se lanzaron sobre las líneas enemigas, formadas por unos 250 hombres dispuestos en dos columnas paralelas con el pabellón desplegado, y dos piezas de artillería al centro. Los realistas solo atinaron a replegarse en forma desorganizada sobre las mitades de retaguardia, intentando repeler el sorpresivo poder de la carga simultánea impartida por ambos flancos de las líneas de tropa, a lo que respondieron con fuego de mosquete y bayoneta calada.
Según una tradición muy difundida, en este audaz movimiento el soldado Juan Bautista Cabral, viendo en peligro la vida de su comandante, el coronel San Martín —que habría quedado atrapado bajo su caballo, muerto por la metralla enemiga, y sin posibilidades de movimiento o defensa alguna—, decidió lanzarse heroicamente al encuentro de una bayoneta realista a punto de atravesar al Libertador, sacrificando su propia vida en pos de la de su oficial. La leyenda le atribuye haber proferido la siguiente frase, instantes antes de morir: ¡Muero contento; hemos batido al enemigo!
Si bien este relato heroico está ampliamente difundido en canciones patrióticas y medios oficiales del Ejército Argentino —cuya escuela de suboficiales se denomina «Sargento Cabral», un nombre también frecuente en calles, avenidas, escuelas e instituciones argentinas—, la falta de fuentes históricas hace que los historiadores duden de su veracidad.[cita requerida]

#### Victoria

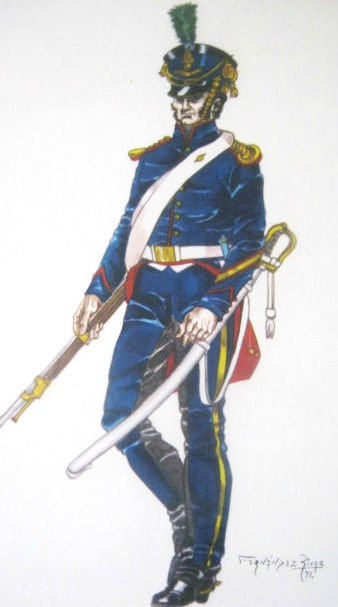
Regimiento de Granaderos a Caballo (1815).

San Martín y sus hombres triunfaron. Frente al sorpresivo embate de las fuerzas revolucionarias, los realistas, desconcertados, escaparon del campo de batalla dejando atrás su artillería, muertos y heridos, intentando vanamente reagrupar sus fuerzas cerca del borde del acantilado, sin lograr mayores éxitos gracias a la diligencia del escuadrón liderado por el capitán Bermúdez, quien presionó a las columnas enemigas en retirada.
En menos de un cuarto de hora y contando entre la nómina de bajas a veintisiete heridos y quince muertos —entre los que cabe destacar al capitán Bermúdez, herido de bala en la última carga de su escuadrón, y al teniente Manuel Díaz Vélez, caído por el desfiladero—, el Regimiento de Granaderos a Caballo y su capitán habían alcanzado la primera victoria en la guerra de emancipación argentina.

### La Banda Oriental, el noroeste y el Alto Perú
Lograda aquella primigenia victoria del coronel José de San Martín en San Lorenzo, el papel del Regimiento de Granaderos a Caballo se vio destacado ante los ojos del gobierno de Buenos Aires, que decidió nombrarlo comandante de las fuerzas de la Capital, y le asignó la tarea de proteger a los recién liberados territorios de los futuros ataques realistas.
Tras las dos derrotas que las tropas españolas produjeron sobre los independentistas en la Batalla de Vilcapugio y en la Batalla de Ayohuma y la retirada del Ejército del Norte, comandado por el general Manuel Belgrano, quien trataba de retrasar el avance enemigo empleando su táctica de tierra arrasada, San Martín debía contener a las tropas españolas partidarias de la legalidad vigente en la frontera norte y quitarles el control de Montevideo,  ciudad peligrosamente cercana a Buenos Aires y que servía de punto de abastecimiento y concentración de tropas para el ejército realista. 
El Segundo Triunvirato lo envió entonces en auxilio de Belgrano, próximo a arribar a Tucumán. Para tal tarea, se destinó al 1.º y 2.º escuadrón del Regimiento de Granaderos a Caballo, y se le sumaron el 1.º batallón del 7.º Regimiento de Infantería y un contingente de 100 artilleros, quienes llegaron a Tucumán el 12 de enero de 1814. Asimismo nombró a San Martín mayor general del Ejército del Norte y, rápidamente general. 
En esta campaña San Martín se encontró con Belgrano en la Posta de Yatasto, en 1814. Belgrano entregó a San Martín el mando del ejército. 
A partir de entonces el Regimiento protagonizó una serie de escaramuzas y encuentros armados sucesivos, haciendo uso de técnicas de combate convencional y de guerra de guerrillas. Las guerrillas de Humahuaca, Yavi, Casabindo, Toldos, Bermejo, el combate de Barrios, la emboscada del El Tejar, Puesto del Marqués, Mochara y la derrota en la batalla de Sipe Sipe serían las acciones en las que el Regimiento se mediría contra el enemigo, luchando para asegurar el éxito de la revolución, hasta el 10 de septiembre de 1816.
Paralelamente, los escuadrones 3.º y 4.º del Regimiento se dirigieron a la Banda Oriental para reforzar el ejército de Oriente. El 22 de junio de 1814, estos escuadrones entraron en la Plaza Fuerte de Montevideo encabezando la columna vencedora.

### Cuyo y Chile

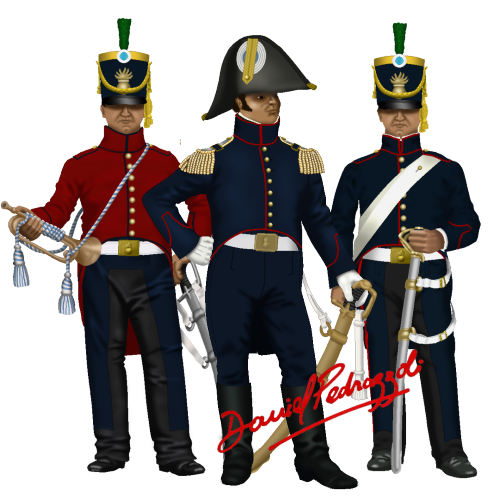
Uniforme de trompeta, oficial y granadero-1816.

En agosto de 1814, San Martín fue nombrado gobernador intendente de Cuyo, reuniéndose allí con su jefe los escuadrones 3.º y 4.º el 16 de julio de 1815. Esta fuerza, al mando del teniente coronel Mariano Necochea, se constituyó en escolta de San Martín. En abril de 1816, se les unieron los escuadrones 1.º y 2.º. De esta manera, todo el Regimiento intervino en la campaña de Chile.
El 26 de febrero de 1817, San Martín creó un escuadrón de cuatro compañías, con 300 plazas sobrantes de los Granaderos a Caballo, para su escolta personal. Lo llamó Escuadrón de Cazadores a Caballo del Jefe del Ejército. Su comandante fue Mariano Necochea. Este escuadrón era una unidad independiente. El 2 de enero de 1818 fue creado un segundo escuadrón de esta unidad. Los Cazadores tenían 12 plazas de "zapadores montados" que llevaban mandiles, palas y picos.
Los escuadrones 3.º y 4.º hicieron la Segunda campaña al sur de Chile comandada por Antonio González Balcarce, siendo el jefe de los escuadrones el teniente coronel Benjamín Viel. Tomaron parte en la toma de Chillán y en las acciones siguientes que culminarían en la victoria del Biobío. El 14 de enero de 1818, Viel pasó a ser comandante del 4.º escuadrón, que tenía 12 oficiales y 163 hombres de tropa, continuando la campaña al mando del general Freire. El 3.º escuadrón, junto al resto del regimiento, formó parte de la Expedición Libertadora del Perú.
Entre 1817 y 1820, el Regimiento de Granaderos a Caballo tuvo tres escuadrones, con 32 oficiales, 21 sargentos, 39 cabos y 397 soldados en total. En esos años los Cazadores a Caballo constaban de dos escuadrones con 25 oficiales, 14 sargentos, 37 cabos y 232 cazadores a caballo. 
En septiembre de 1820 el líder guerrillero realista, coronel Vicente Benavides, quien en 1813 había desertado de las fuerzas patriotas, inició con 1.000 hombres aproximadamente una ofensiva contra las escasas fuerza patriotas al norte del río Biobío. El general chileno  Ramón Freire organizó una fuerza de unos 300 hombres de caballería, 40 infantes y dos piezas de artillería para salirle al encuentro. La caballería estaba compuesta por el 4° Escuadrón de Granaderos a Caballo de Los Andes al mando del coronel francés Benjamín Viel, de un escuadrón de Cazadores a Caballo de Chile al mando del comandante José María de la Cruz y de un escuadrón de Dragones de la Patria de Chile al mano del coronel irlandés Carlos María O'Carrol. Aquella fuerza fue completamente derrotada el 23 de septiembre de ese año en el combate de Pangal, sobreviviendo solamente unos 120 hombres a caballo, de ellos 25 aproximadamente eran Granaderos a Caballo. El coronel O'Carrol fue capturado y fusilado pocas horas después.
En momentos en que las Provincias Unidas se hallaban sumidas en la anarquía del año 20, por decreto de Bernardo O'Higgins del 27 de noviembre de 1820, el escuadrón n.º 4 al mando de Viel fue incorporado al Ejército de Chile con el nombre de Húsares de Marte. En 1822, pasaron a denominarse Dragones de Chillán.

### Perú y Ecuador
En el Perú sus efectivos disminuyeron para conformar unidades peruanas. A principios de 1821, el Escuadrón de Granaderos a Caballo del Perú se formó con cuadros tomados de los Granaderos de los Andes. Esa unidad participó en las campañas de la Sierra al mando del sargento mayor José Félix Aldao. Al terminar la campaña se distribuyó entre los Granaderos de los Andes y los Húsares de la Legión Peruana de la Guardia.
El 24 de abril de 1822, un escuadrón de 96 granaderos, al mando del sargento mayor Juan Galo de Lavalle, protagonizó la batalla de Riobamba (en Riobamba, Ecuador), considerada la más brillante victoria de caballería en la Guerra de la Independencia.[cita requerida] Formaba parte de las fuerzas que San Martín envió en apoyo del general  Antonio José de Sucre al Ecuador en ayuda del Ejército de la Gran Colombia. Por esta acción Simón Bolívar lo denominó Granaderos de Riobamba. El 24 de mayo participaron en la Batalla de Pichincha.
Luego de la partida de San Martín del Perú, las unidades rioplatenses disminuyeron en número, pasando gran parte de sus soldados a los cuerpos peruanos. En 1823 los Granaderos emprendieron la segunda campaña a puertos Intermedios, al mando del general Alvarado. Participaron en las derrotas de Torata y Moquegua (19 y 21 de enero de 1823). Cuando iban de vuelta para Lima, el barco que los transportaba naufragó, muriendo muchos de ellos.
En el año 1824, como consecuencia de la sublevación del Callao, dos escuadrones, unos 200 granaderos a caballo, se unieron a la totalidad de la infantería rioplatense que, amotinados en el Callao, se pasaron al ejército español (Sublevación de los granaderos a caballo). Sin embargo, 122 jinetes que se unieron a la caballería de Bolívar y participaron en la Batalla de Junín bajo las órdenes del coronel Alejo Bruix, sufriendo 8 muertos y 16 heridos.
Luego formaron parte del repliegue de Sucre y no combatieron en Corpahuaico por haber tomado otra ruta, y finalmente el escuadrón de caballería intervino en la Batalla de Ayacucho, siendo su comandante Alejo Bruix, pero estando bajo del mando de Bogado en el campo de batalla, quien luego condujo el retorno de los Granaderos de los Andes a su país. Bogado fue ascendido a coronel graduado con la fecha del día de la batalla, formando parte de la división del general inglés Guillermo Miller, y que él describe en sus memorias como comprendida por: los Húsares de Junín, Granaderos de Colombia, Húsares de Colombia y Granaderos a Caballo de Buenos Aires. Tras la batalla los jinetes retornaron a su país bajo el mando del coronel José Félix Bogado.

### Vuelta y Brasil
Después de la batalla de Ayacucho, la unidad fue destinada a Huanta, y el 18 de marzo de 1825 se sitúa en Arequipa. A fines de junio se embarcan en Ilo en el bergantín Perla, arribando a Valparaíso el 10 de julio. Desde el 6 de diciembre comenzaron a cruzar la cordillera de los Andes por destacamentos, alcanzando Mendoza unos días después. Allí se realizó un inventario el 31 de diciembre: 86 sables, 55 lanzas, 84 morriones y 102 monturas. El 13 de enero de 1826 iniciaron la marcha a Buenos Aires con 23 carretas, llegando a esa ciudad el 19 de febrero. A las órdenes del coronel Bogado llegaron 78 hombres, entre ellos los seis que hicieron toda la campaña: Paulino Rojas, Francisco Olmos, Segundo Patricio Gómez, Damasio Rosales, Francisco Vargas, y Miguel Chepoyá. Junto con ellos regresaron los sargentos sublevados en el Callao: Muñoz, Molina y Castro, quienes fueron ahorcados en la Plaza del Retiro el 25 de noviembre de 1825.

Tenemos el honor de haber recibido los restos del Ejército de los Andes, conducidos desde el Perú por el coronel de granaderos a caballo D. Félix Bogado. Cerca de nueve años han pasado desde que estos valientes marcharon a libertar a Chile. En este largo periodo se pueden contar los días con gloria que han dado a la patria, por las veces que se han batido con nuestros enemigos. Nuestra gratitud será siempre demostrada a estos viejos soldados de la libertad con las más tiernas efusiones de nuestros corazones. Eternamente llenaremos de bendiciones a los héroes de Chacabuco y Maipo; si, a esos que han conducido en triunfo el pabellón argentino hasta Quito y que han sabido derramar su sangre por la libertad de la patria en Junín y Ayacucho. Nosotros al verles, siempre diremos con admiración: He aquí: esos sellaron con su sangre y sus espadas la libertad de su patria y sus nombres irán de padres a hijos, de generación en generación. Gaceta Mercantil de Buenos Aires del 17 de enero de 1825.

De un total aproximado de 1.000 hombres que tuvo el regimiento hasta ese momento, solamente 120 volvieron a Buenos Aires.  Participaron en la Guerra del Brasil, siendo una parte de ellos la escolta del General en Jefe del Ejército de Operaciones, Carlos de Alvear. Intervinieron en acciones como la batalla de Ituzaingó y al finalizar la guerra fue disuelto el regimiento.

## Composición actual
El 28 de mayo de 1880, llegaban a Buenos Aires, a bordo del vapor Villarino, los restos del general San Martín. Estando el Regimiento disuelto desde los tiempos de Rivadavia, la orden general para el desembarco y traslado de los mismos estableció que se desempeñarían como "palafreneros", ocho sargentos del Regimiento 1° de Caballería de línea , vestidos para este acto con el uniforme de los Granaderos a caballo, como reconocimiento a esta unidad emblemática.
Pasaron otros 23 años y el 29 de mayo de 1903 el presidente Julio Argentino Roca firmó el decreto que determinó la recreación del Regimiento de Granaderos a Caballo General San Martín sobre la base del mejor regimiento de caballería de línea, usando como uniforme de parada el histórico que diseñara San Martín; cuatro años más tarde el presidente José Figueroa Alcorta lo designó Escolta Presidencial.
Desde entonces, cada mañana puede verse a un grupo de siete granaderos marchar desde la Casa de Gobierno a la Catedral Metropolitana de Buenos Aires, donde dos de ellos quedan montando guardia a la entrada del mausoleo del general San Martín; cada dos horas regresan los otros cinco y se efectúa el cambio de guardia, hasta el final del día en que los siete regresan a la Casa Rosada.

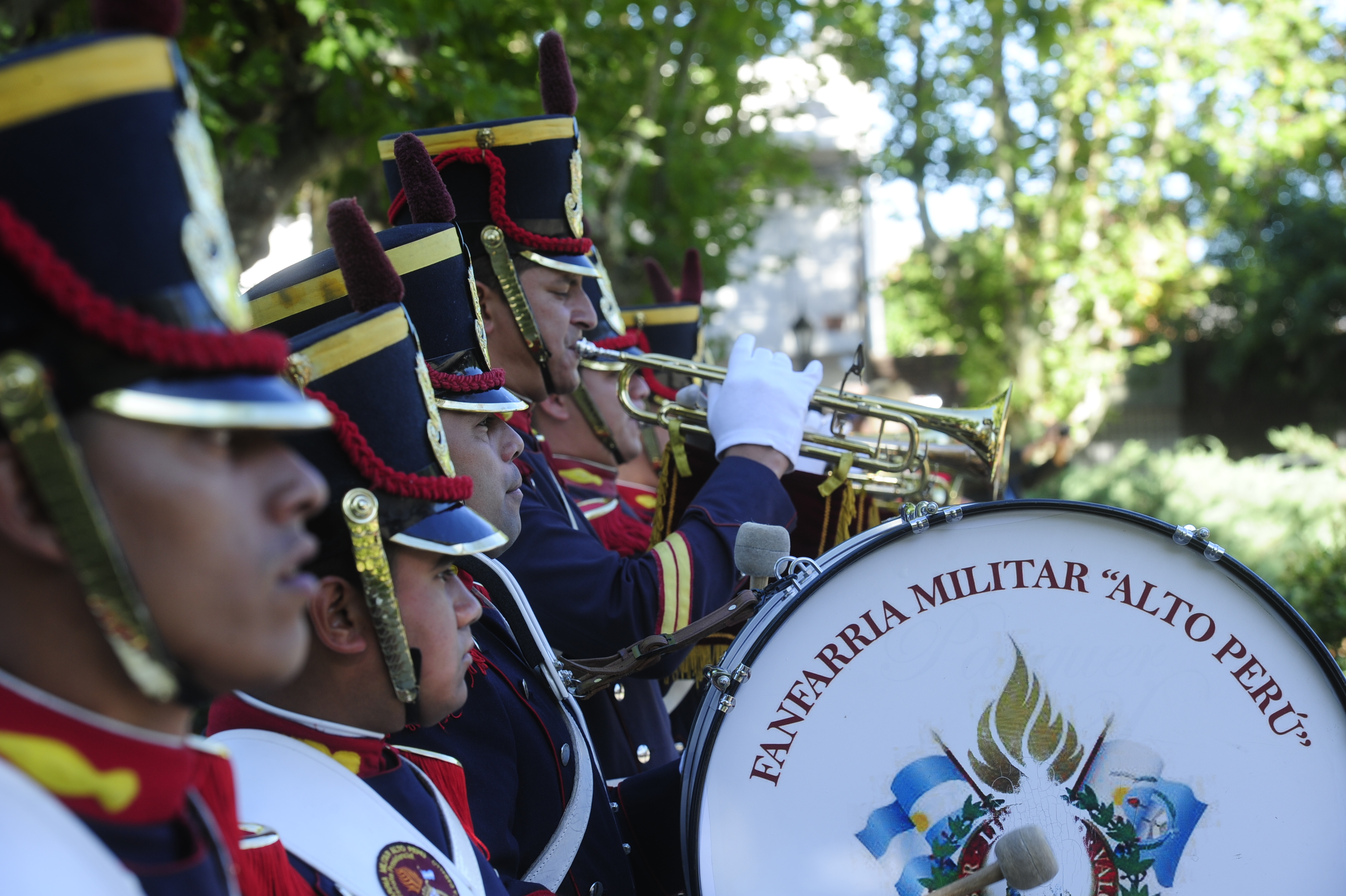
La Fanfarria Militar "Alto Perú" Durante un acto público.

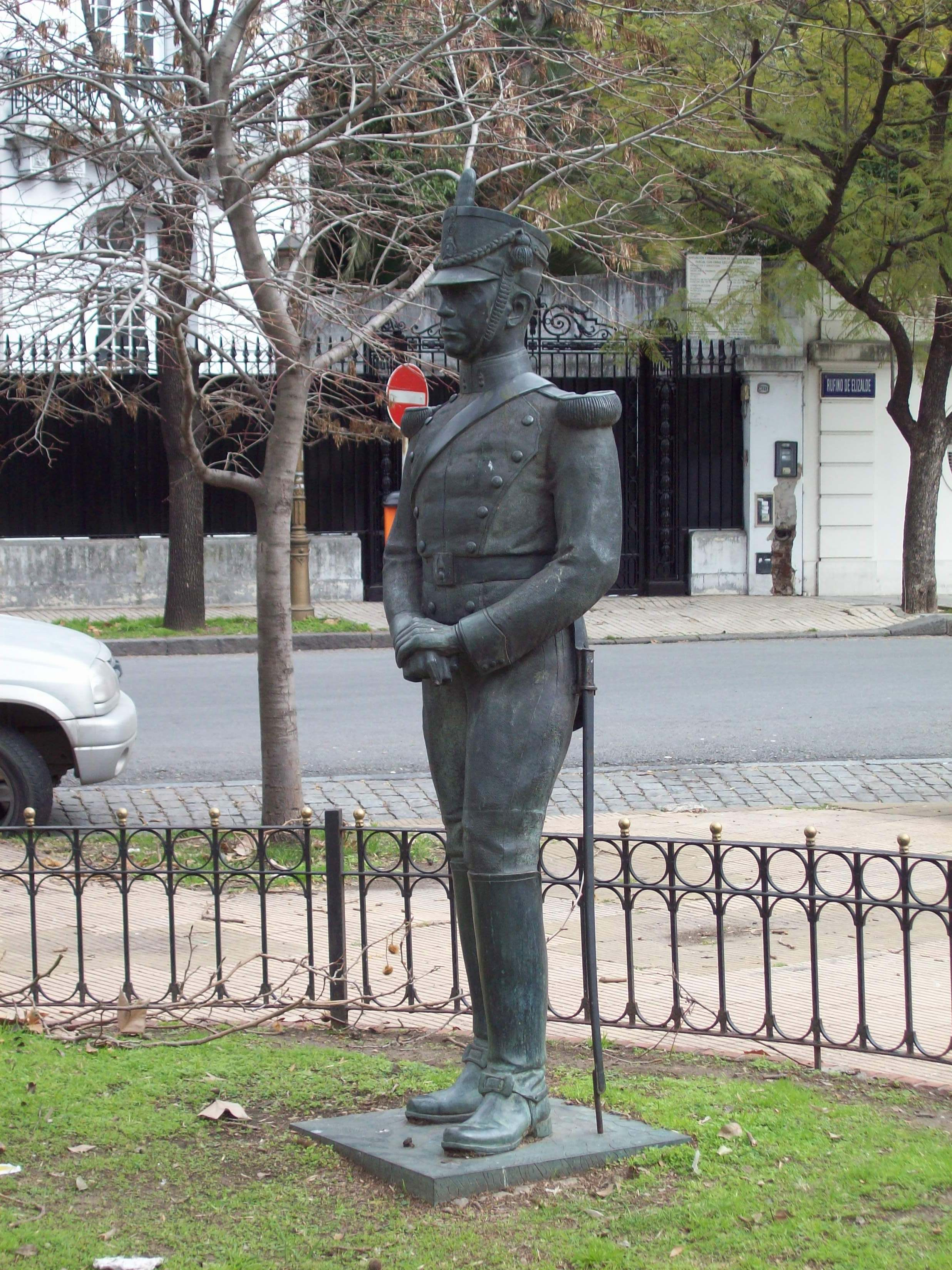
Estatua de un granadero cerca del Instituto Nacional Sanmartiniano.

El Regimiento se constituye por siete escuadrones que llevan nombres de batallas en las que intervino.
- Escuadrón Ayacucho, Escolta Presidencial de Casa de Gobierno.
- Escuadrón Chacabuco, Custodia Presidencial Residencia de Olivos.
- Escuadrón Junín, montado.
- Escuadrón Maipú, montado.
- Escuadrón Montevideo, ESPAC.
- Escuadrón Riobamba. Primer Escuadrón, montado sobre caballos criollos.
- Escuadrón San Lorenzo, montado.

Integra también el regimiento la Fanfarria Militar Alto Perú.
El Regimiento tiene su sede en el cuartel de Palermo, de la Ciudad de Buenos Aires, contando con destacamentos en la Casa de Gobierno, la residencia presidencial de Olivos, Yapeyú, Los Talas y San Lorenzo.
Los requisitos actuales para ser granadero son pasar un examen físico y presentar un certificado de antecedentes penales, para luego ser seleccionado acorde a las necesidades del Regimiento.
También existen mujeres granaderas que integran el regimiento. Entre sus tareas principales cuenta la organización ceremonial. Utilizan el mismo uniforme que sus compañeros varones, aunque les corresponde usar una pollera larga en lugar de pantalón.

## Historia desde su recreación
Su primer jefe en su recreación fue el teniente coronel de caballería Carlos Joaquín Martínez (1871-1926), quien alcanzó el grado de general de división.
Su primera aparición fue en los festejos por el Día de la Patria en 1903. Más adelante, participó de los todos actos habidos por el Centenario de la Revolución de Mayo, sucedido el 25 de mayo de 1910, el monumento a San Martín levantado en Boulogne-sur-Mer, Francia, y el monumento al Ejército de los Andes levantado en el Cerro de la Gloria, ciudad de Mendoza.
El regimiento de Granaderos con asiento en Palermo, Buenos Aires, quedó formado inicialmente bajo la dependencia del Ministerio de Guerra. En 1907 pasó a depender de la 1.ª Región Militar con asiento en la Capital Federal.
El 10 de febrero de 1930 el alto mando modificó la denominación del Regimiento 1 de Caballería Escolta Presidencial por "Regimiento Escolta Presidencial", permitiendo la reorganización del Regimiento 1 de Caballería. Así, el 24 de noviembre del mismo año cambió nuevamente fijando "Regimiento de Granaderos a Caballo General San Martín".
En 1936 la unidad fue adscrita a la I Brigada (junto al Regimiento 8 de Caballería), encuadrada en la 1.ª División de Caballería.
En 1953 fue creada la Sección Blindada, con tres tanques M4 Sherman con cañón de 75 mm y otros vehículos, que estuvo activa hasta 1963. En 1967 fue creado el Escuadrón "Chacabuco", y en 1969, el Escuadrón "Ayacucho", ambos a pie. Hoy en día, el Chacabuco es la seguridad en la Quinta presidencial de Olivos y el Ayacucho en la Casa Rosada.
En esos tiempos, el teniente general Juan Carlos Onganía le otorgó en custodia el sable corvo de San Martín (después de haber sido apropiado en 1963 y 1965 por militantes de la resistencia peronista), pieza que permaneció guardada hasta 2015, cuando fue devuelta al Museo Histórico Nacional para su exhibición a la ciudadanía.

### Revolución de 1955
Cuando sucedió el golpe militar del 16 de junio de 1955 que culminó con el Bombardeo de la Plaza de Mayo por la Marina de Guerra, el Regimiento de Granaderos a Caballo estuvo con el sector leal al gobierno constitucional. El jefe de Granaderos, coronel Guillermo Humberto Gutiérrez, instaló dos escuadrones y la Sección Antiaérea con ametralladoras Colt 12,7 mm (al mando del teniente Mulhall) reforzando la defensa de la Casa Rosada. Finalizado el bombardeo aéreo, sobrevino un duro combate terrestre entre los granaderos y la Infantería de Marina que intentaba asaltar la sede de gobierno desde el Ministerio de Marina. Seguidamente la sección antiaérea batió el Ministerio de Marina y los marinos en Plaza Colón, volviendo imposible la ocupación de la sede de gobierno.
Apreciada insuficiente la fuerza (había empleado el tercer escuadrón del capitán Amavet), el jefe de Granaderos convocó al segundo escuadrón al mando del capitán Damo y la Sección Blindada (tres tanques M4 Sherman con cañón 76,2 mm, tres semiorugas y dos carriers) al mando del teniente primero D'Amico. La sección blindada ocupó las inmediaciones, dominando la sede de marina junto con el Regimiento Motorizado "Buenos Aires", que avanzaba desde el Ministerio de Ejército. Cuando irrumpió el segundo ataque aéreo con cazas Gloster Meteor de la Aeronáutica sublevada, en el último estertor rebelde, sufrió este un fuerte fuego antiaéreo de los granaderos.
Granaderos sufrió nueve muertos y algunos heridos.

### Golpes militares
El posicionamiento del jefe de Granaderos, coronel Alejandro Agustín Lanusse, contrario políticamente al presidente de facto, general Eduardo Lonardi, rompió la tradición de lealtad a los presidentes. En el golpe de Estado del 29 de marzo de 1962, el jefe del Regimiento, coronel José Rafael Herrera, asumió una actitud en defensa del presidente Arturo Frondizi. Esa fue, de hecho, la última vez que el jefe de la unidad mantuvo lealtad al presidente durante los golpes. Desde entonces prefirieron la subordinación al comandante en jefe del Ejército.
El golpe de Estado del 27 y 28 de junio de 1966 terminó con el mandato del presidente constitucional Arturo Umberto Illia. El jefe de la guardia en Casa Rosada, teniente Aliberto Rodrigáñez Riccheri (descendiente del teniente general Pablo Riccheri) con 30 granaderos, intentó resistir el golpe y prepararse para un enfrentamiento. No permitió ningún enfrentamiento el presidente Illia encomiando sin embargo la actitud del joven oficial. Con posteridad, Riccheri fue ascendido a general de brigada el 4 de junio de 2017 con retroactividad, en reconocimiento a su lealtad al presidente.

### Operativo Independencia
El Regimiento de Granaderos a Caballo integró el Agrupamiento B, que se desplazó a la provincia de Tucumán por orden del Comando General del Ejército, para reforzar la V Brigada de Infantería que llevaba adelante el Operativo Independencia. El Agrupamiento B se turnaba con los Agrupamientos A y C, creados para el mismo fin.
El 19 de julio de 1975 fuerzas de Granaderos al mando del jefe del Regimiento, teniente coronel Jorge Sosa Molina (legalista), llevaron a cabo un operativo en la Quinta presidencial de Olivos, expulsando la custodia instalada por el ministro José López Rega, quien había cerrado el ingreso a la Quinta.

### Malvinas
El Regimiento de Granaderos a Caballo como unidad no tuvo presencia en el Conflicto del Atlántico Sur. Sin embargo, el Escuadrón "Pringles", creado con motivo de las hostilidades, marchó a la Patagonia y, avanzada la guerra, dos grupos de ametralladoras MAG 7,62 mm (total 10 granaderos) desplegaron en las Islas Malvinas. Fueron asignados al Regimiento de Infantería 4 en Monte Harriet y el Regimiento de Infantería 7 en Monte Longdon, ambos asignados a la defensa de Puerto Argentino.

### Actividad posterior
En los festejos nacionales con motivo del Bicentenario de la Revolución de Mayo, el 25 de mayo de 2010, Granaderos participó de un gran desfile militar junto con efectivos del Colegio Militar, la Escuela de Suboficiales del Ejército, el Regimiento de Infantería 1 "Patricios", el Grupo de Artillería 1, unidades de la Armada Argentina y la Fuerza Aérea Argentina, y veteranos de la Guerra de Malvinas. Similares actividades llevó a cabo con el Bicentenario de la Independencia, sucedido el 9 de julio de 2016.

## Comandantes Notables
- José de San Martín
- Mariano Necochea
- Ángel Pacheco
- Juan Lavalle
- Guillermo Miller
- Carlos María de Alvear

## Condecoraciones
- Medalla Ejército Bicentenario en grado de Gran Cruz.[42]